# Oedothorax brevipalpus
Oedothorax brevipalpus är en spindelart som först beskrevs av Banks 1901.  Oedothorax brevipalpus ingår i släktet Oedothorax och familjen täckvävarspindlar. Inga underarter finns listade i Catalogue of Life.